# Abellerol cua d'oreneta
L'abellerol cua d'oreneta (Merops hirundineus) és una espècie d'ocell de la família dels meròpids (Meropidae), notable per la llarga cua bifurcada a què fa referència el nom, i que habita zones de boscos, sabanes i terres de conreu de l'Àfrica subsahariana.